# 国道448号
国道448号（こくどう448ごう）は、鹿児島県指宿市から宮崎県串間市や日南市を経由して、宮崎市に至る一般国道である。

## 概要
鹿児島県の区間は1982年（昭和57年）に、宮崎県の区間は1993年（平成5年）にそれぞれ県道の昇格というかたちで指定された。
総延長248.3 kmのうち、実延長は118.0 kmと、大部分は国道269号と国道220号との重用区間となり、実質的には鹿児島県錦江町城元から宮崎県日南市南郷町東町に至る路線である。
鹿児島県内の路線は、かつての主要地方道串良内之浦大根占線と一般県道大崎波見線が1982年に指定されたものである。宮崎県内の路線はかつての主要地方道都井岬福島線・主要地方道日南都井線（県道36号）が1993年4月1日に指定されたものである。
錦江町城元から国道269号と別れ大隅半島を横断し、肝付町岸良で太平洋側に達する。
その後は海岸線沿いを北上し、大崎町で国道220号に合流。宮崎県串間市街から再び単独区間となり、都井岬や幸島周辺を通過、日南市の南郷駅前で再び国道220号に合流し宮崎市の橘通りで終点となる。串間市都井（宮崎県道36号都井岬線交点） - 宮崎市間には日南フェニックスロードの愛称がある。大崎町 - 串間市の重複区間では国道448号の標識が国道220号のものと同時に設置されているのに対し、日南市以北では国道220号のみとなる。

### 路線データ
一般国道の路線を指定する政令に基づく起終点および重要な経過地は次のとおり。
- 起点：指宿市（十二町交差点 = 国道226号上、国道269号起点、鹿児島県道240号指宿停車場線終点）
- 終点：宮崎市（橘通3丁目交差点、国道10号交点、国道220号起点、国道269号・宮崎県道25号宮崎停車場線終点）
- 重要な経過地：鹿児島県揖宿郡山川町[注釈 6]、同県肝属郡佐多町[注釈 7]、同郡大根占町[注釈 8]、同郡内之浦町[注釈 9]、同県曽於郡大崎町、串間市（都井）、宮崎県南那珂郡南郷町[注釈 10]、日南市
- 総延長 : 248.3 km（宮崎県 109.5 km、鹿児島県 138.9 km）重用延長を含む。[1][注釈 1]
- 重用延長 : 130.3 km（宮崎県 70.1 km、鹿児島県 60.2 km）[1][注釈 1]
- 未供用延長 : なし[1][注釈 1]
- 実延長 : 118.0 km（宮崎県 39.4 km、鹿児島県 78.6 km）[1][注釈 1]
  - 現道 : 114.7 km（宮崎県 39.4 km、鹿児島県 75.3 km）[1][注釈 1]
  - 旧道 : 3.3 km（宮崎県 - km、鹿児島県 3.3 km）[1][注釈 1]
  - 新道 : なし[1][注釈 1]
- 指定区間：国道226号、国道220号と重複する区間（鹿児島県指宿市・十二町交差点（起点） - 国立病院前交差点、曽於郡大崎町菱田 - 宮崎県串間市・串間駅前交差点、日南市・南郷駅前交差点 - 宮崎市・橘通3丁目交差点（終点））[6]

## 歴史
- 1982年（昭和57年）4月1日 - 一般国道448号指定。

## 路線状況

### バイパス道路
- 都井トンネル

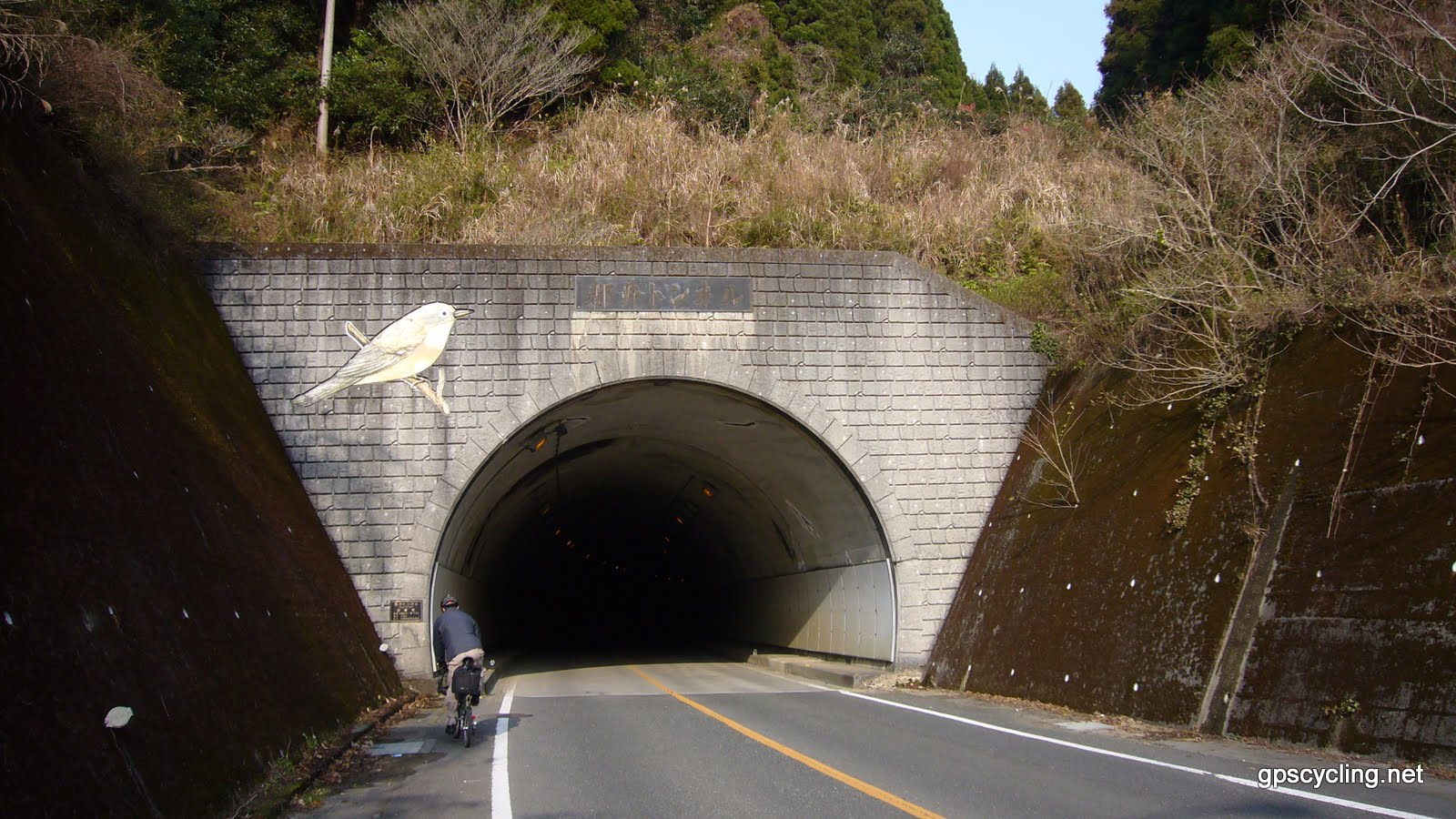
都井トンネル

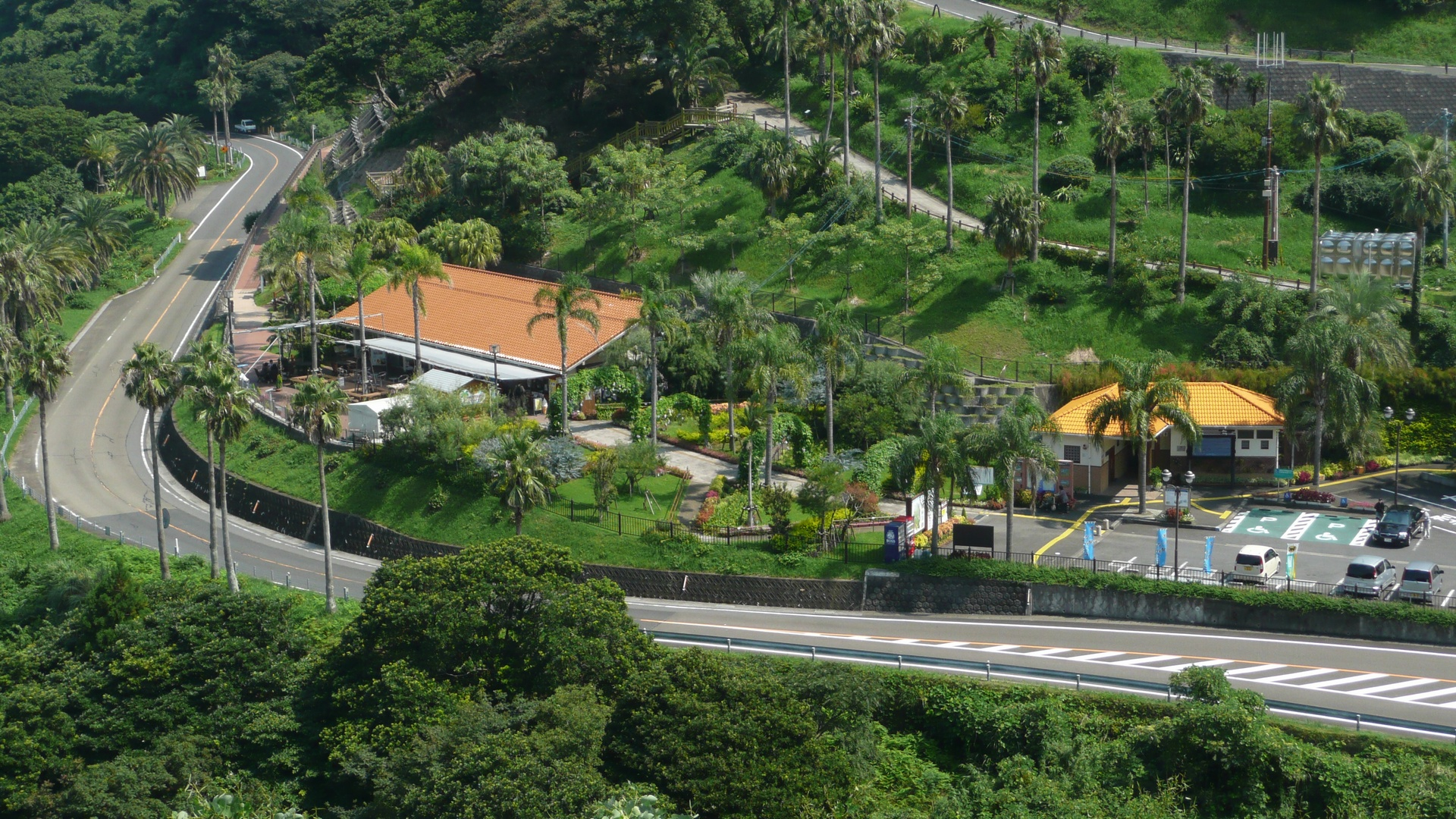
日南市南郷町の道の駅なんごう（2008年9月）。左奥のカーブ付近に夫婦浦トンネルが掘削された

  - 宮崎県道37号都井岬福島線（現在は欠番路線）のトンネルとして1991年（平成3年）3月に竣工[7][注釈 11]。1993年（平成5年）4月1日より国道448号に指定される。同トンネルが開通するまでは旧道にある都井隧道を経由していたが、老朽化により現在では通行止めとなっている[要出典]。
- 宇戸バイパス
  - 串間市都井地区黒井 - 都井地区宇戸間。2004年（平成16年）3月に宇戸トンネルが完成後、全通した。これにより市街地 - 都井地区まで約5分（約500 m）短縮された[8]。
- 小崎バイパス
  - 串間市大納地区宮之浦 - 大納地区恋ケ浦。2006年（平成18年）の地すべり被害により太平洋の景観が素晴らしい大納地区小崎の現道が通行止めとなったことから、小崎を迂回するかたちで恋ケ浦トンネル（587 m）を掘削。2009年（平成21年）3月24日に全通した[9]。
- 名谷バイパス
  - 串間市大納地区大納 - 大納地区名谷。全長1,140 mのバイパス道路。2008年（平成20年）4月22日にトンネル部分（名谷トンネル）が着工し、2009年（平成21年）12月24日に全通した[10]。当区間は名谷隧道名谷側が海に面しており高波により道路崩壊。長期間片側交互通行、大型車通行止めとなっていることや、異常気象時に通行止めとなることから事業が進められてきた。着工当時は道路特定財源制度の暫定税率撤廃に伴う財源不足により、2008年（平成20年）7月以降の建設のめどは立っていなかった[11][12]。
- 石波トンネル（事業中）
  - 串間市大納地区名谷 - 市木地区石波。石波地区の幸島渡船場付近から南側の区間は軟弱地盤の地形を通過しており、連続雨量が170 mmを超えると通行規制がかかるため、当該区間をバイパスする目的で2016年（平成28年）度よりトンネル整備が進められている[13][14]。2025年（令和7年）度を完成目標としている[13]。
- 藤磯平トンネル
  - 串間市市木の藤地区から舳（へた）地区までをバイパスするトンネル。2017年（平成29年）6月に発生した豪雨によって旧道が地滑りを起こし、4年以上もの長きにわたって通行止めとなっていたことから、トンネル新設を含めたバイパス整備が行われ、2021年（令和3年）10月16日に開通した[15][16]。
- 夫婦浦バイパス
  - 日南市の道の駅なんごう付近から贄波パーキングエリア付近までを結ぶバイパス道路。旧道にある夫婦浦隧道（1964年3月竣工）は大型車の離合が出来ないトンネルであり、またその他の区間についても地滑りの兆候が見られることから、災害の危険が差し迫っているとして同バイパス道路の整備が行われた[17]。2017年（平成29年）3月28日に夫婦浦トンネルを含めた全区間（夫婦浦工区）が開通[18][19]。

### 重複区間
- 国道269号（鹿児島県指宿市高之原・十二町交差点（起点） - 肝属郡錦江町城元・栄町交差点）
- 国道220号（鹿児島県曽於郡大崎町菱田 - 宮崎県串間市大字西方・串間駅前交差点）
- 国道220号（宮崎県日南市南郷町東町・南郷駅交差点 - 宮崎県宮崎市橘通西3丁目・橘通3丁目交差点（終点））

### 海上区間
錦江湾（鹿児島湾）を挟んで、薩摩半島側の指宿市山川港から対岸の大隅半島側の南大隅町伊座敷港の間は国道269号と重複する海上区間である。1965年（昭和40年）から錦江湾フェリー株式会社がこの2港を結ぶフェリー路線を運航していたが、1980年（昭和55年）に同社は南海郵船に吸収合併されたときに同航路も廃止されたため、現在では、山川港と伊座敷港を直接結ぶ海上航路は存在しない。
近隣航路として、2005年（平成17年）12月から山川港と南大隅町の根占港を結ぶ航路が鹿児島商船によってフェリー就航されるようになり、2014年現在は、南九船舶のフェリーなんきゅうが1日4便運航する。

### 道路施設

#### 道の駅
- 鹿児島県
  - くにの松原おおさき（曽於郡大崎町）
- 宮崎県
  - くしま（串間市、国道220号重複区間内）
  - なんごう（日南市）

### 交通量
平日24時間交通量（平成17年度道路交通センサス）
| 地点                     | 台数  |
| ------------------------ | ----- |
| 串間市大字本城字吾社     | 4,121 |
| 南那珂郡南郷町大字中村乙 | 3,846 |

## 地理

### 通過する自治体
- 鹿児島県
  - 指宿市 - 肝属郡南大隅町 - 肝属郡錦江町 - 肝属郡南大隅町 - 肝属郡錦江町 - 肝属郡肝付町 - 肝属郡東串良町 - 曽於郡大崎町 - 志布志市
- 宮崎県
  - 串間市 - 日南市 - 宮崎市

### 交差する道路
| 交差する道路                                                                           | 都道府県名 | 市町村名 | 市町村名 | 交差する場所        | 交差する場所           |
| -------------------------------------------------------------------------------------- | ---------- | -------- | -------- | ------------------- | ---------------------- |
| 国道226号 重複区間起点 国道269号 重複区間起点 鹿児島県道240号指宿停車場線              | 鹿児島県   | 指宿市   | 指宿市   | 高之原              | 十二町交差点 / 起点    |
| 国道226号 重複区間終点 鹿児島県道238号下里湊宮ケ浜線                                   | 鹿児島県   | 指宿市   | 指宿市   | 十二町              | 国立病院前交差点       |
| 海上区間                                                                               |            |          |          |                     |                        |
| 鹿児島県道68号鹿屋吾平佐多線                                                           | 鹿児島県   | 肝属郡   | 南大隅町 | 佐多伊座敷          |                        |
| 鹿児島県道563号辺塚根占線                                                              | 鹿児島県   | 肝属郡   | 南大隅町 | 根占川南            | 南大隅町川南交差点     |
| 鹿児島県道562号池田根占線                                                              | 鹿児島県   | 肝属郡   | 南大隅町 | 根占川北            | 南大隅町川北交差点     |
| 国道269号 重複区間終点                                                                 | 鹿児島県   | 肝属郡   | 錦江町   | 城元                | 栄町交差点             |
| 鹿児島県道562号池田根占線                                                              | 鹿児島県   | 肝属郡   | 南大隅町 | 根占川北            |                        |
| 鹿児島県道68号鹿屋吾平佐多線                                                           | 鹿児島県   | 肝属郡   | 錦江町   | 田代麓              | 田代麓交差点           |
| 鹿児島県道74号内之浦佐多線                                                             | 鹿児島県   | 肝属郡   | 肝付町   | 岸良                |                        |
| 鹿児島県道542号岸良高山線                                                              | 鹿児島県   | 肝属郡   | 肝付町   | 岸良                |                        |
| 鹿児島県道548号浜崎川路線                                                              | 鹿児島県   | 肝属郡   | 肝付町   | 南方                |                        |
| 鹿児島県道561号神之川内之浦線                                                          | 鹿児島県   | 肝属郡   | 肝付町   | 北方                |                        |
| 鹿児島県道539号高山吾平線                                                              | 鹿児島県   | 肝属郡   | 肝付町   | 波見                |                        |
| 鹿児島県道541号柏原池之原線                                                            | 鹿児島県   | 肝属郡   | 東串良町 | 川東                | 柏原小入口交差点       |
| 国道220号 重複区間起点                                                                 | 鹿児島県   | 曽於郡   | 大崎町   | 菱田                |                        |
| 鹿児島県道63号志布志福山線 / 都城志布志道路                                            | 鹿児島県   | 志布志市 | 志布志市 | 志布志町安楽        |                        |
| 鹿児島県道508号志布志停車場線                                                          | 鹿児島県   | 志布志市 | 志布志市 | 志布志町志布志3丁目 | 郵便局前交差点         |
| 鹿児島県道63号志布志福山線                                                             | 鹿児島県   | 志布志市 | 志布志市 | 志布志町志布志2丁目 | 関屋口交差点           |
| 宮崎県道・鹿児島県道3号日南志布志線 鹿児島県道507号志布志港線                          | 鹿児島県   | 志布志市 | 志布志市 | 志布志町帖          | 権現橋交差点           |
| 鹿児島県道65号南之郷志布志線                                                           | 鹿児島県   | 志布志市 | 志布志市 | 志布志町帖          |                        |
| 宮崎県道449号福島港線                                                                  | 宮崎県     | 串間市   | 串間市   | 大字西方            | 今町交差点             |
| 宮崎県道454号都井西方線                                                                | 宮崎県     | 串間市   | 串間市   | 西浜2丁目           | 寺里交差点             |
| 国道220号 重複区間終点 鹿児島県道・宮崎県道112号今別府串間線 宮崎県道447号串間停車場線 | 宮崎県     | 串間市   | 串間市   | 大字西方            | 串間駅前交差点         |
| 宮崎県道440号高畑山本城線                                                              | 宮崎県     | 串間市   | 串間市   | 大字本城            |                        |
| 宮崎県道454号都井西方線                                                                | 宮崎県     | 串間市   | 串間市   | 大字都井            |                        |
| 宮崎県道36号都井岬線                                                                   | 宮崎県     | 串間市   | 串間市   | 大字大納            |                        |
| 宮崎県道48号市木串間線                                                                 | 宮崎県     | 串間市   | 串間市   | 大字市木            |                        |
| 宮崎県道439号市木南郷線                                                                | 宮崎県     | 日南市   | 日南市   | 南郷町贄波          |                        |
| 国道220号 重複区間起点                                                                 | 宮崎県     | 日南市   | 日南市   | 南郷町東町          | 南郷駅前交差点         |
| 宮崎県道448号目井津港線                                                                | 宮崎県     | 日南市   | 日南市   | 南郷町中村乙        | 目井津港入口交差点     |
| 宮崎県道443号仏坂大堂津線                                                              | 宮崎県     | 日南市   | 日南市   | 大堂津3丁目         | 大堂津駅前交差点       |
| 宮崎県道35号油津港線                                                                   | 宮崎県     | 日南市   | 日南市   | 油津2丁目           | 油津港入口交差点       |
| 国道222号                                                                              | 宮崎県     | 日南市   | 日南市   | 春日町              |                        |
| 宮崎県道435号益安平山線                                                                | 宮崎県     | 日南市   | 日南市   | 大字平山            | 平山交差点             |
| 宮崎県道434号風田星倉線                                                                | 宮崎県     | 日南市   | 日南市   | 大字風田            | 風田交差点             |
| 宮崎県道433号鵜戸神宮線                                                                | 宮崎県     | 日南市   | 日南市   | 宮浦                |                        |
| 宮崎県道377号内海加江田線                                                              | 宮崎県     | 宮崎市   | 宮崎市   | 大字内海            |                        |
| 宮崎県道377号内海加江田線 重複区間起点                                                 | 宮崎県     | 宮崎市   | 宮崎市   | 大字折生迫          |                        |
| 宮崎県道377号内海加江田線 重複区間起点                                                 | 宮崎県     | 宮崎市   | 宮崎市   | 大字折生迫          |                        |
| 宮崎県道376号学園木花台加江田線 宮崎県道377号内海加江田線                              | 宮崎県     | 宮崎市   | 宮崎市   | 大字加江田          |                        |
| 宮崎県道367号中村木崎線                                                                | 宮崎県     | 宮崎市   | 宮崎市   | 大字熊野            |                        |
| 宮崎県道367号中村木崎線                                                                | 宮崎県     | 宮崎市   | 宮崎市   | 大字熊野            | 宮崎市熊野交差点       |
| 宮崎県道52号宮崎空港線                                                                 | 宮崎県     | 宮崎市   | 宮崎市   | 大字本郷南方        | 空港ランプ交差点       |
| 宮崎県道367号中村木崎線                                                                | 宮崎県     | 宮崎市   | 宮崎市   | 大字本郷南方        | 本郷ランプ交差点       |
| 宮崎県道375号学園木花台本郷北方線                                                      | 宮崎県     | 宮崎市   | 宮崎市   | 大字本郷北方        |                        |
| 宮崎県道337号城ヶ崎清武線                                                              | 宮崎県     | 宮崎市   | 宮崎市   | 大字本郷北方        | [ 注釈 12 ]            |
| E10 宮崎自動車道 E98 一ツ葉有料道路                                                    | 宮崎県     | 宮崎市   | 宮崎市   | 大字郡司分          | 5 宮崎IC               |
| 宮崎県道27号宮崎北郷線                                                                 | 宮崎県     | 宮崎市   | 宮崎市   | 源藤町葉山          | 源藤交差点             |
| 宮崎県道9号宮崎西環状線 宮崎県道347号南宮崎停車場線 宮崎県道367号中村木崎線            | 宮崎県     | 宮崎市   | 宮崎市   | 中村西3丁目         |                        |
| 宮崎県道17号南俣宮崎線                                                                 | 宮崎県     | 宮崎市   | 宮崎市   | 中村西2丁目         |                        |
| 宮崎県道26号宮崎須木線                                                                 | 宮崎県     | 宮崎市   | 宮崎市   | 橘通西1丁目         | 市役所前交差点         |
| 宮崎県道11号宮崎島之内線                                                               | 宮崎県     | 宮崎市   | 宮崎市   | 橘通東1丁目         | 県庁前交差点           |
| 国道10号 国道220号 国道269号 重複区間終点 宮崎県道25号宮崎停車場線                     | 宮崎県     | 宮崎市   | 宮崎市   | 橘通西3丁目         | 橘通3丁目交差点 / 起点 |

### 交差する鉄道
- 指宿枕崎線
- 日南線
- 日豊本線

### 沿線
- 鹿児島湾
- 大隅半島
- 内之浦宇宙空間観測所
- 内之浦湾
- 肝属川
- 日南海岸国定公園
  - 志布志湾
  - 都井岬
    - 都井岬灯台

  - 日向灘
- 串間温泉

## ギャラリー

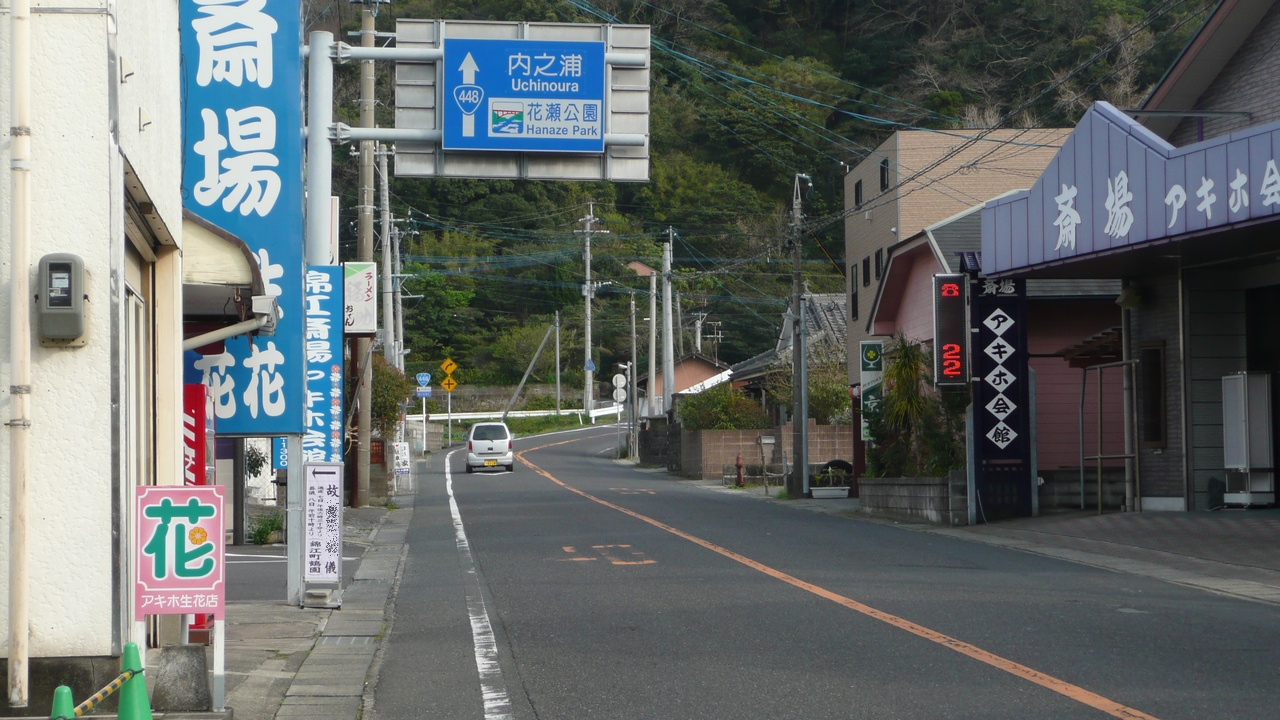
単独区間始点・鹿児島県錦江町役場付近
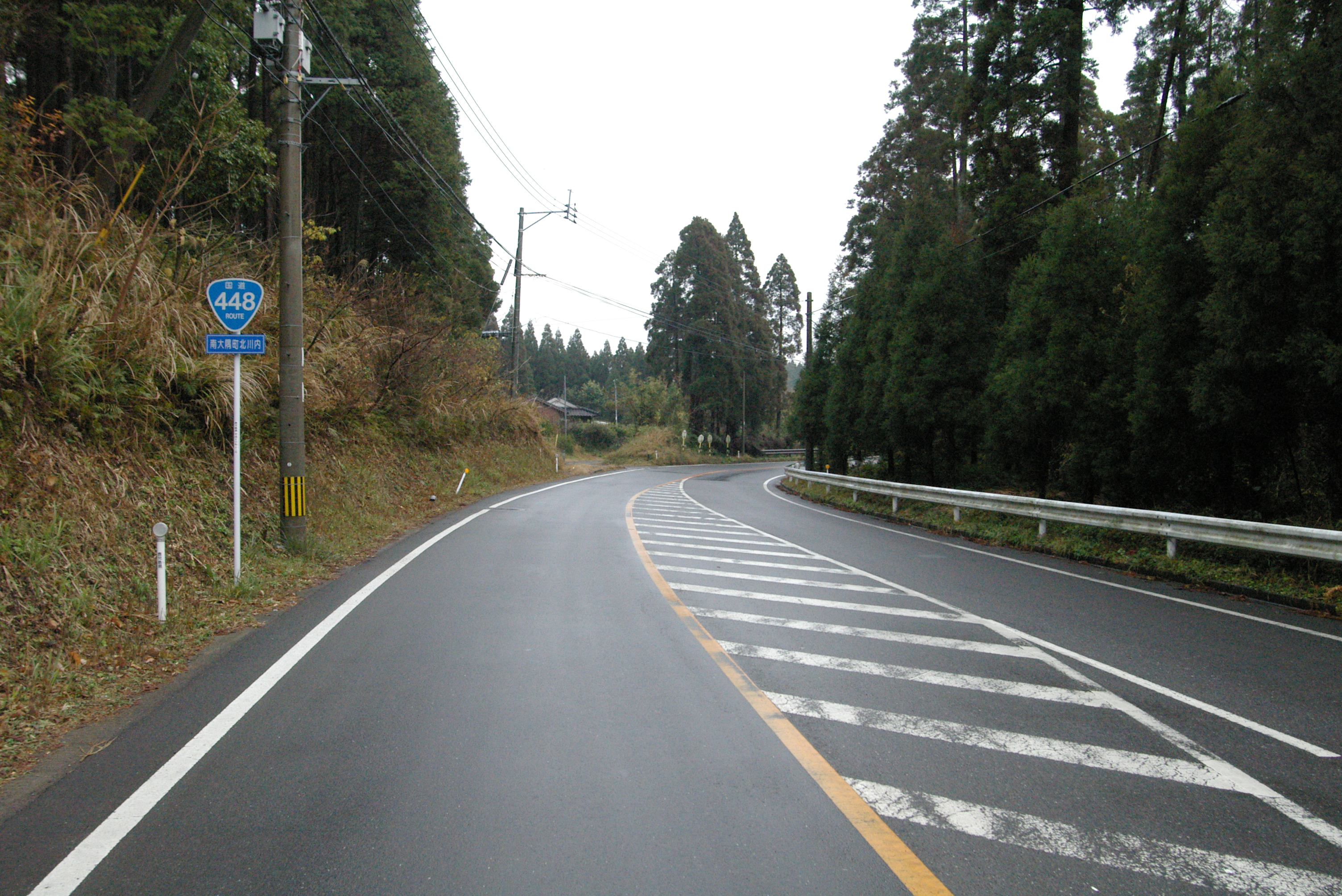
肝属グリーンロードとの交差点付近 （南大隅町根占川北）
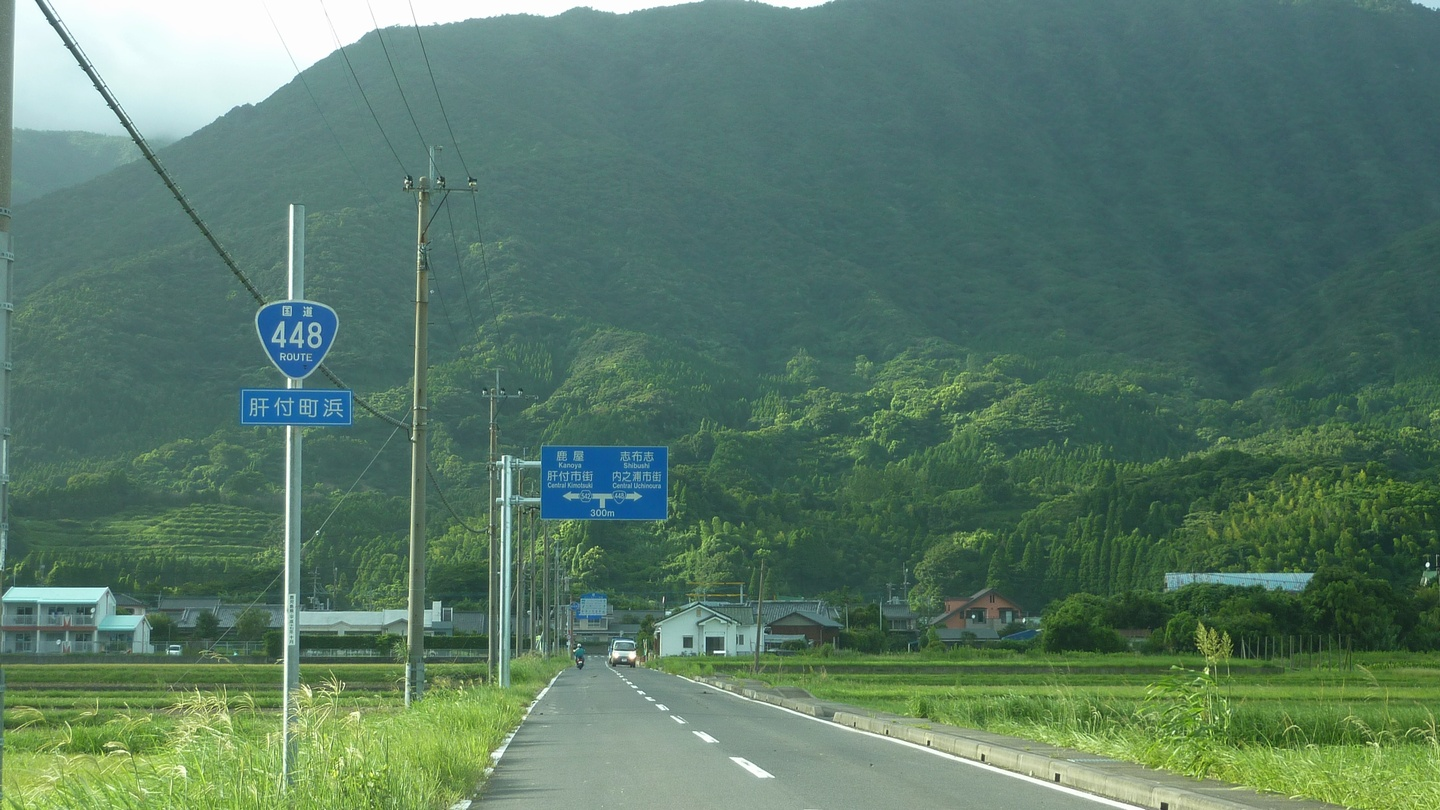
肝付町岸良
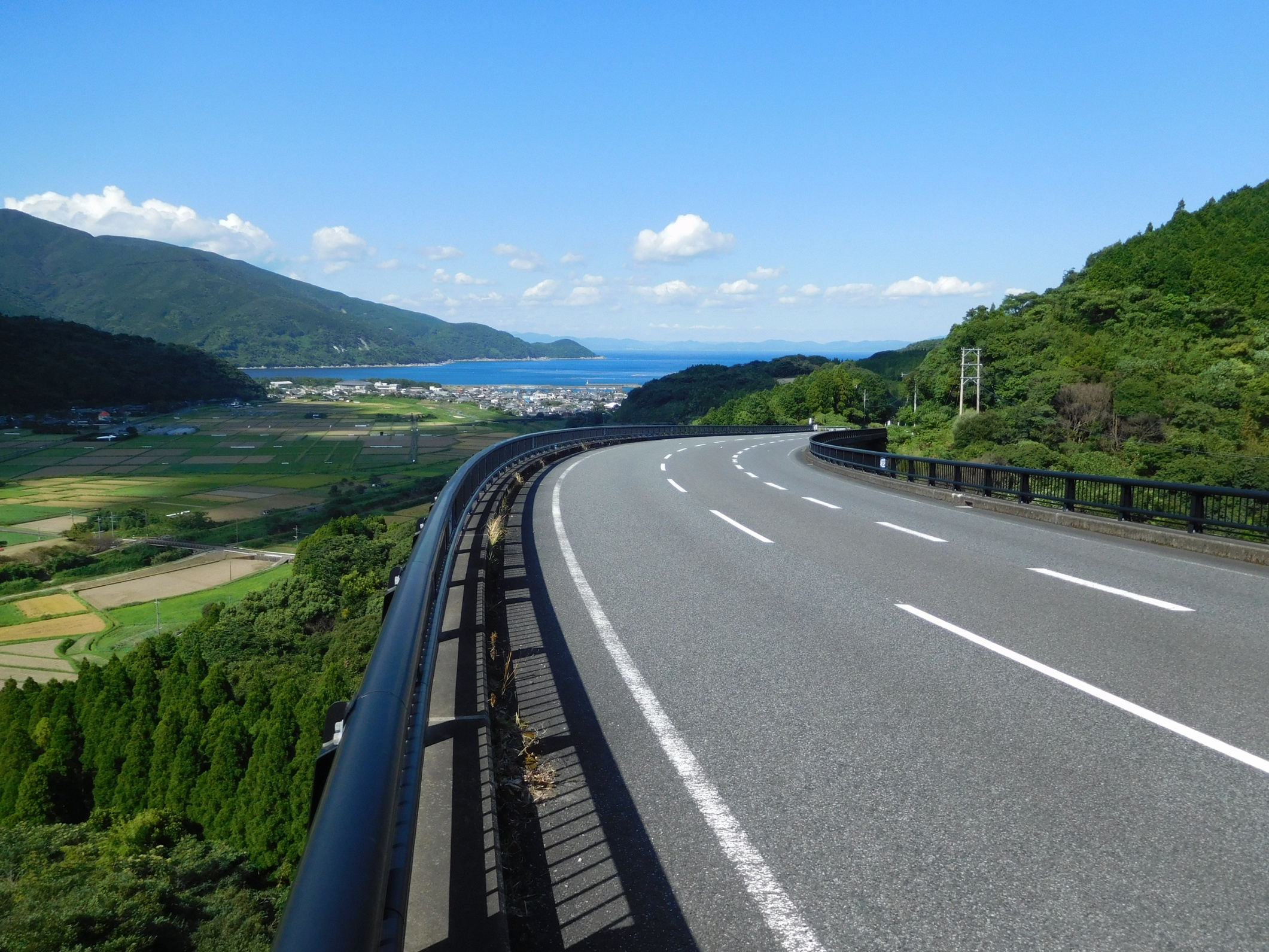
木星橋から望む内之浦地区 （肝付町南方）
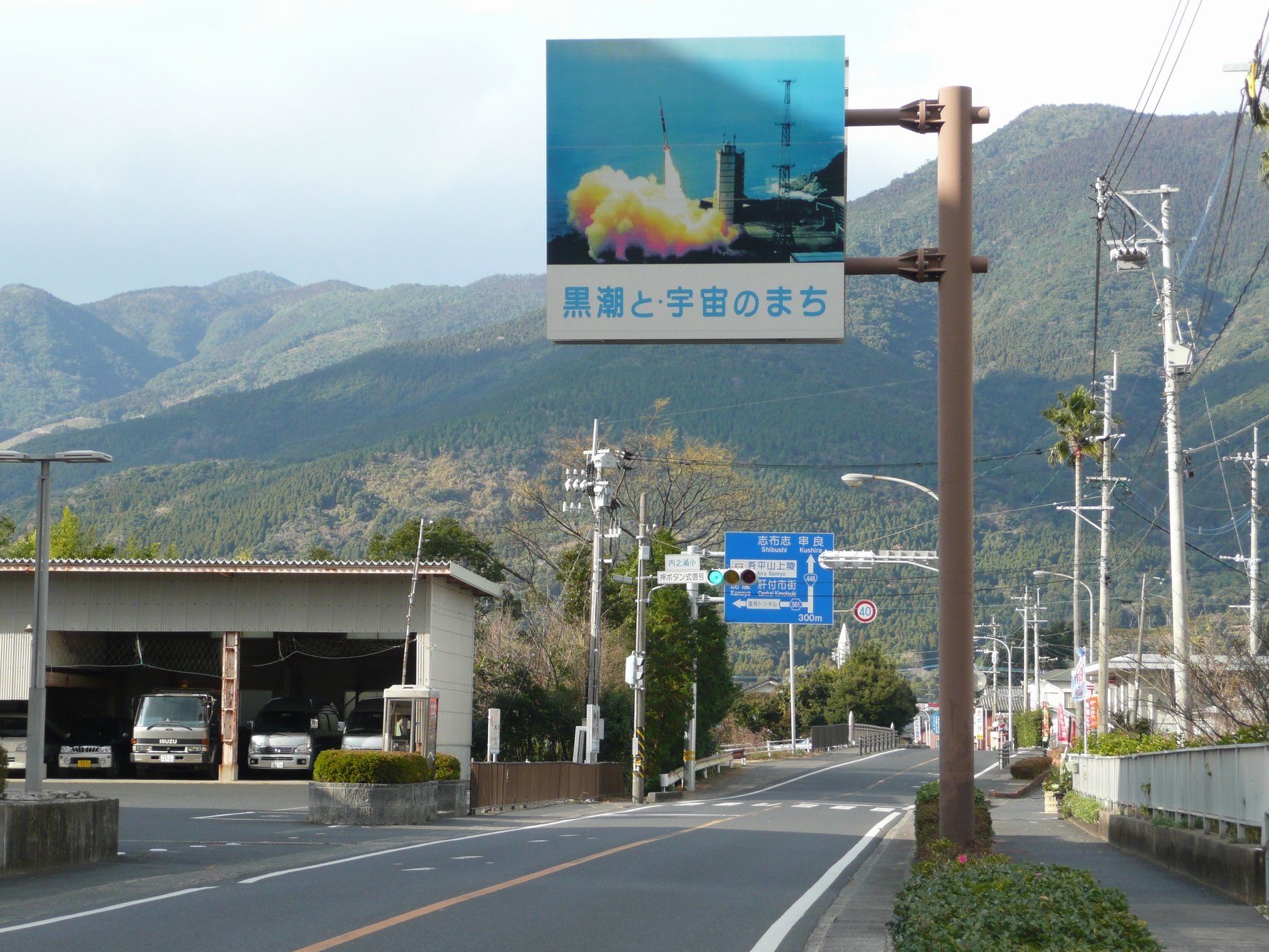
肝付町役場内之浦総合支所前 （肝付町南方）
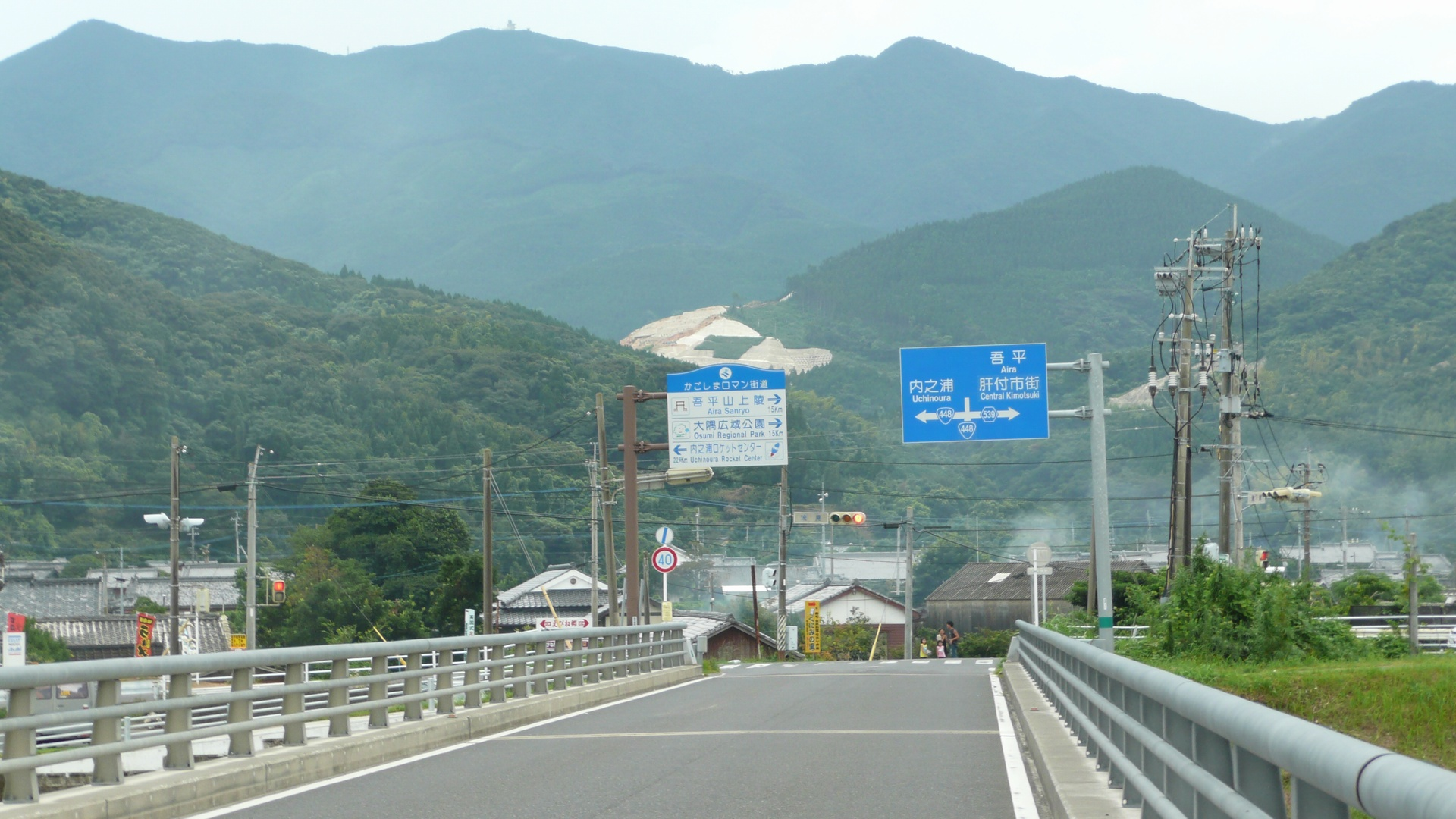
第二有明橋 （肝付町・東串良町境）
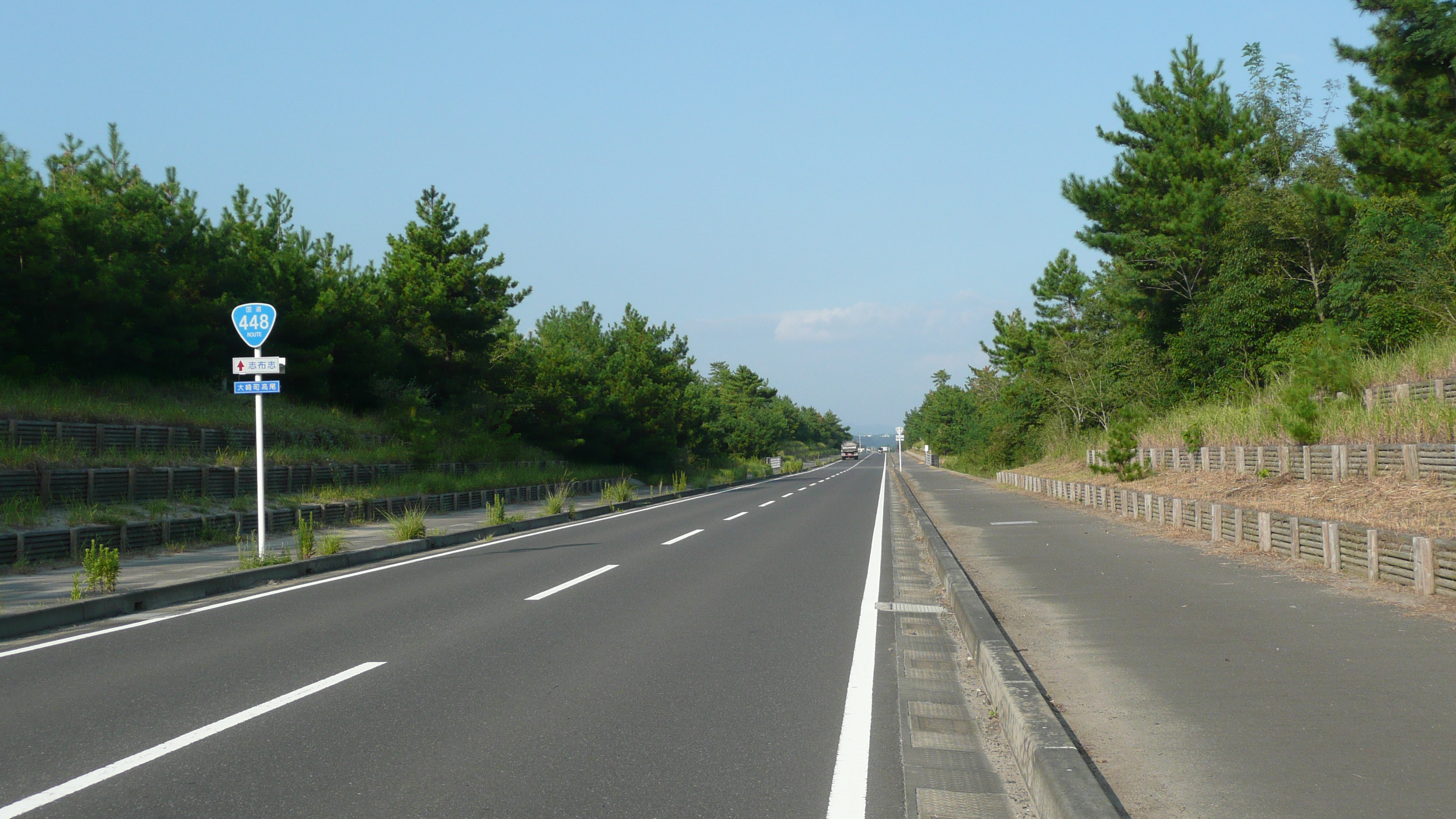
くにの松原付近 （大崎町高尾、志布志市方面）
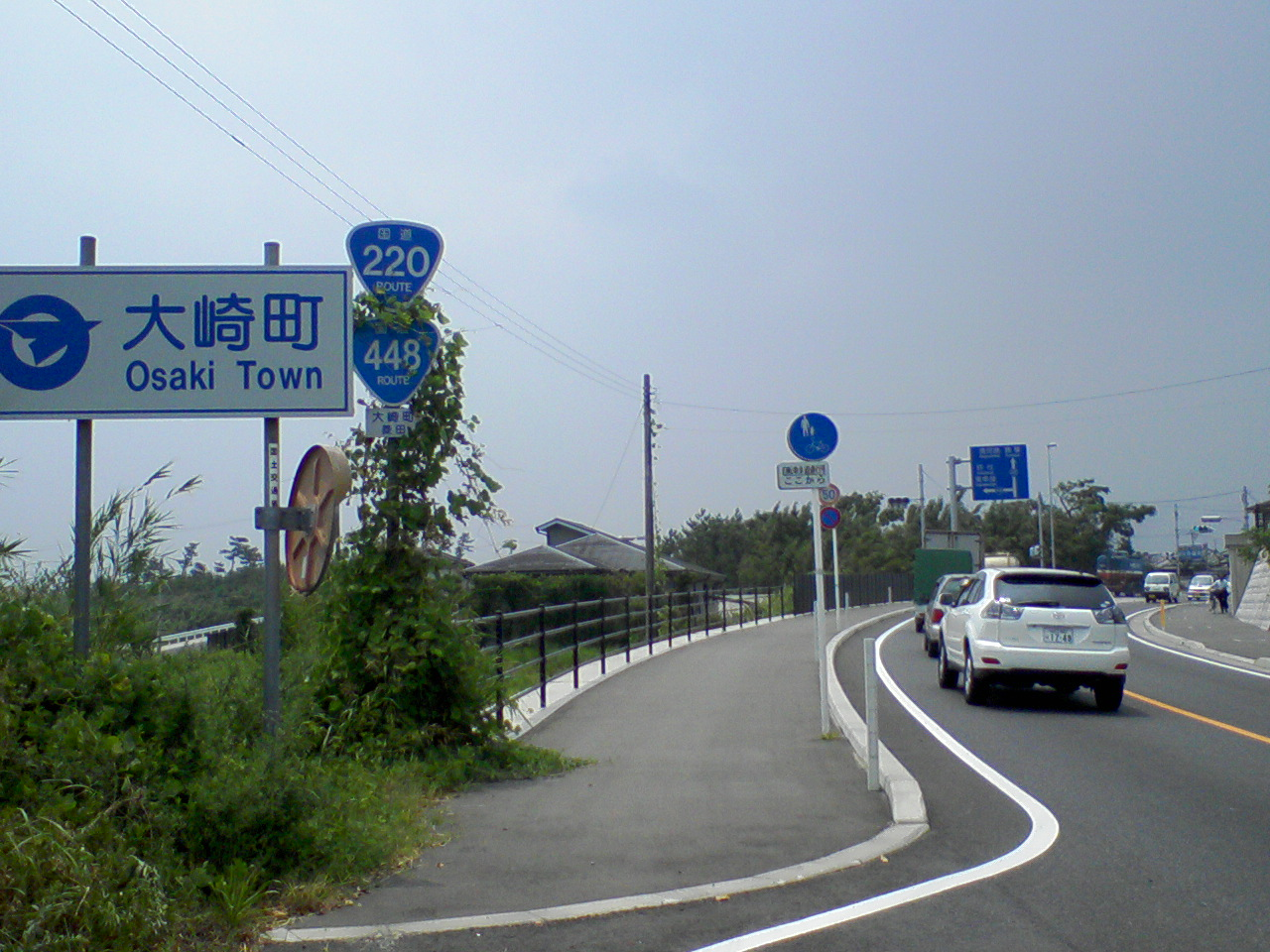
大崎町・志布志市境 （国道220号との重複区間）
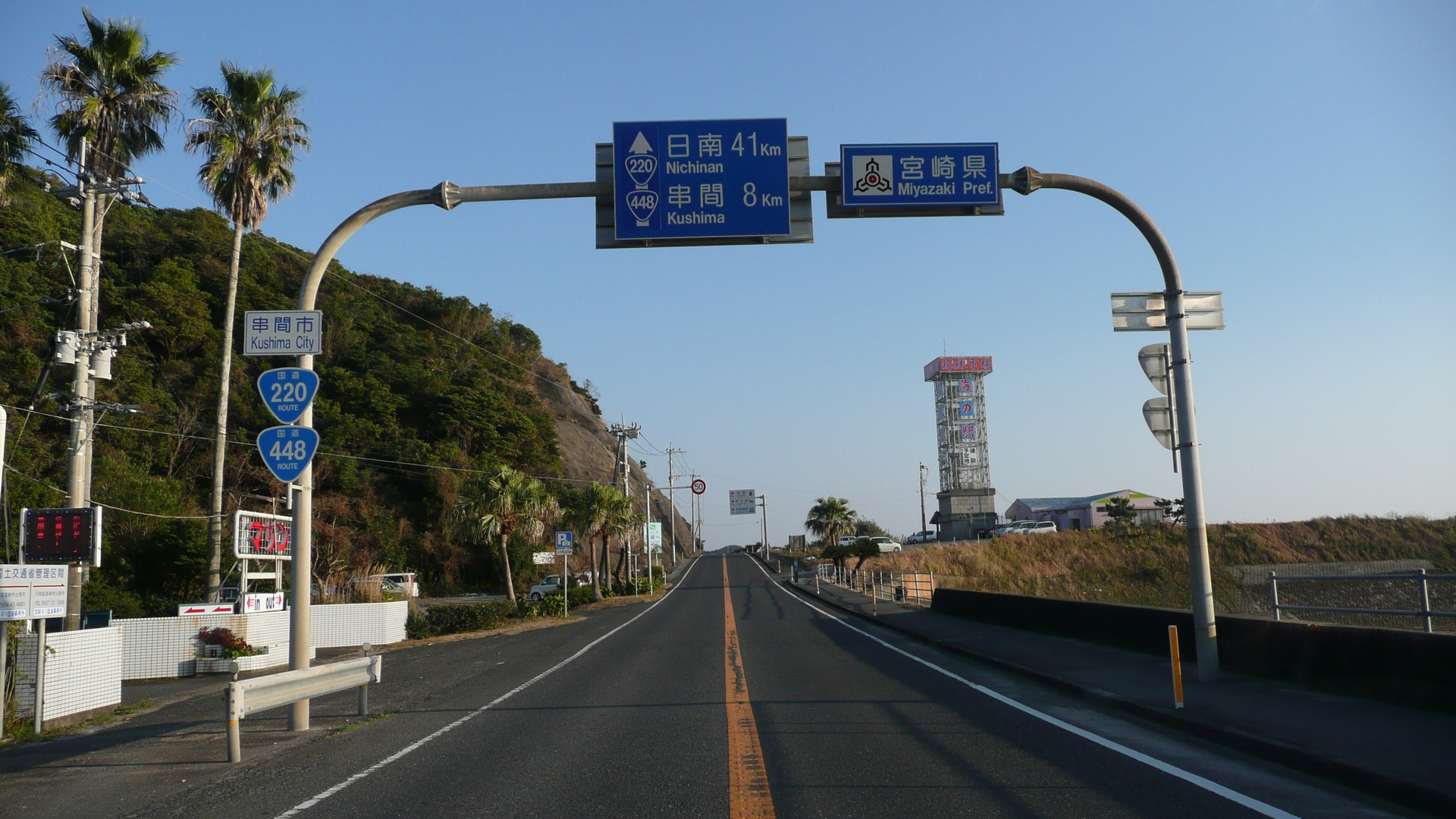
宮崎県・鹿児島県境 （国道220号との重複区間）
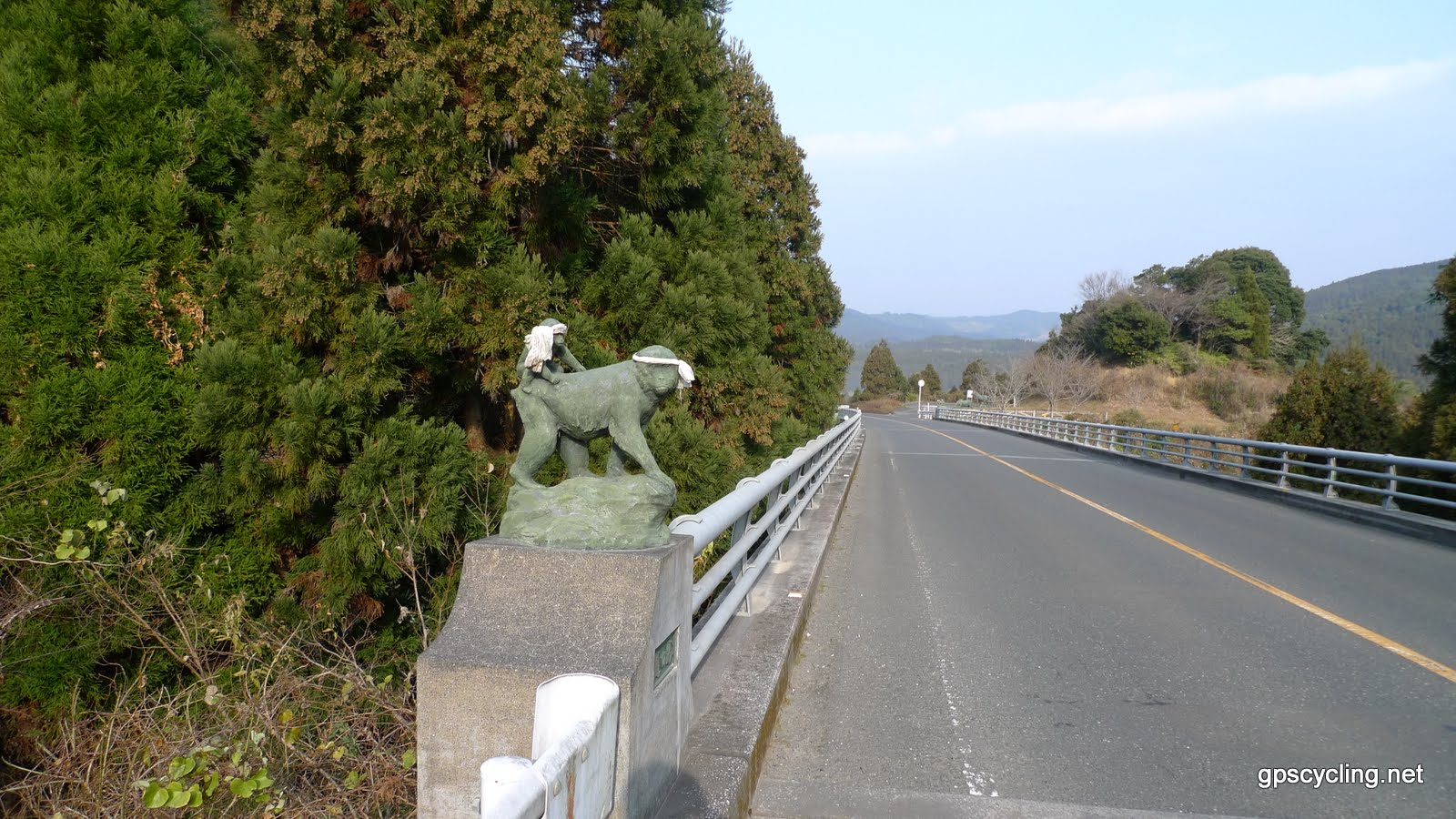
野猿（やえん）橋 （串間市本城）
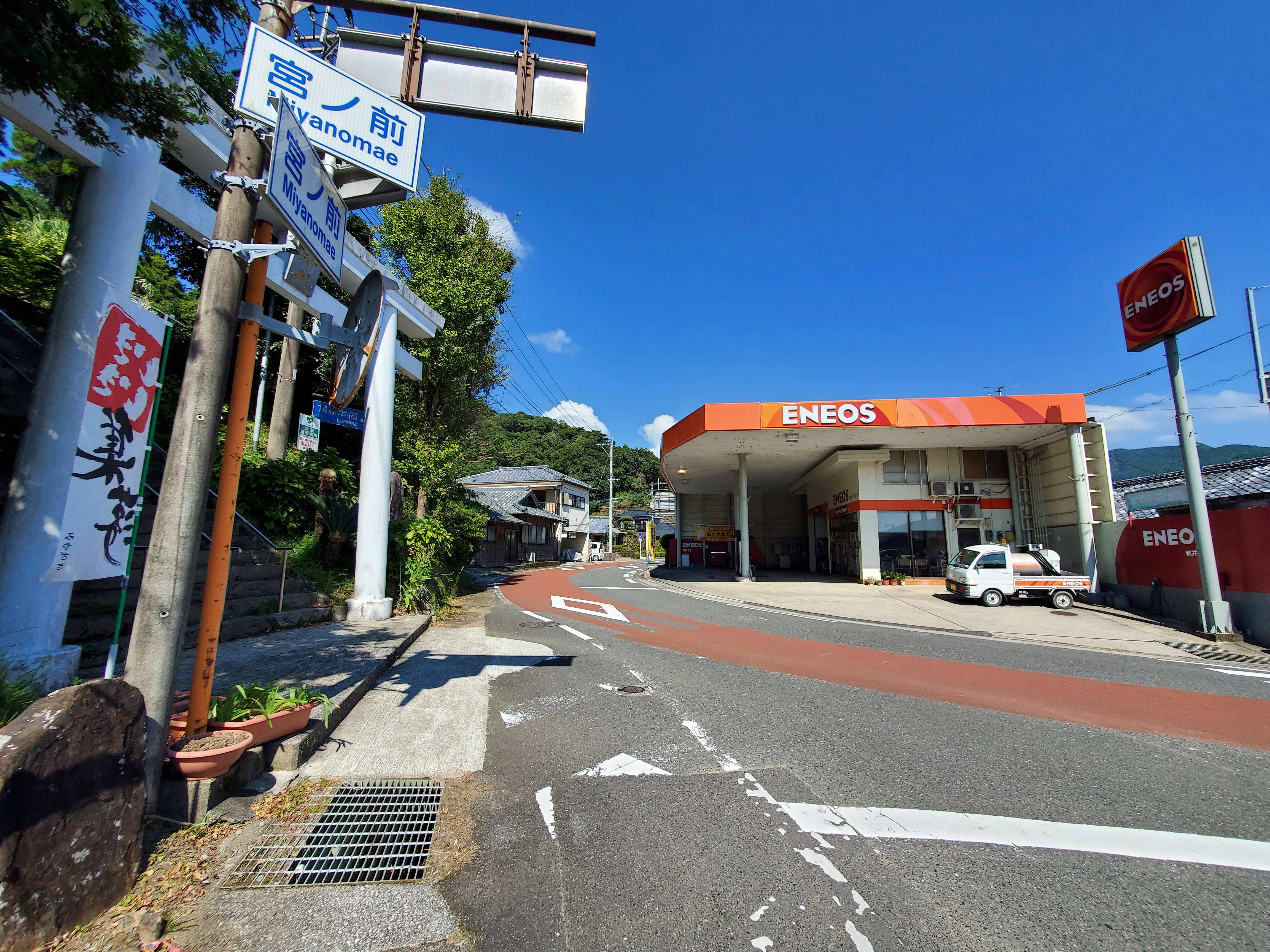
都井支所付近 （串間市都井）
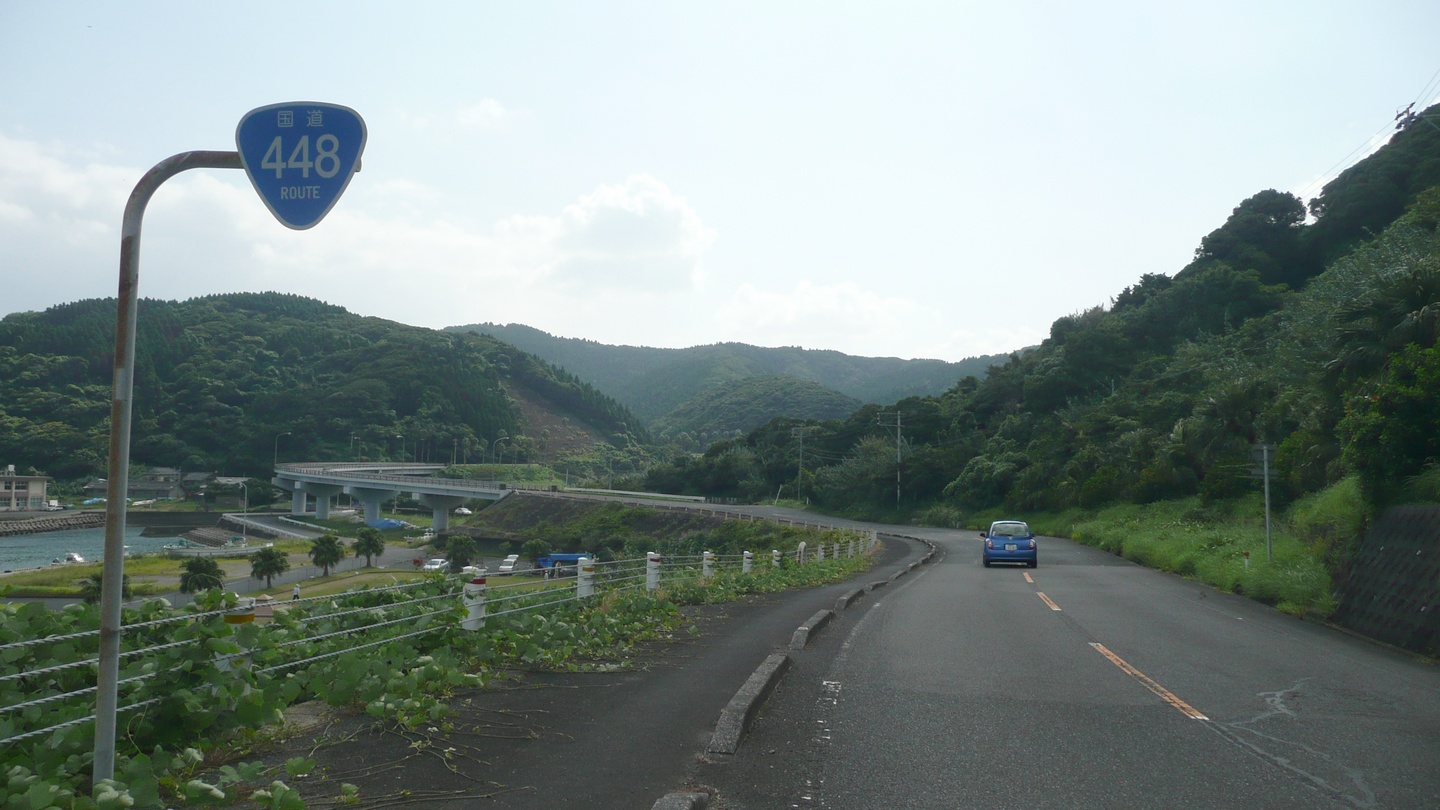
串間市宮之浦 （串間市街地方面）
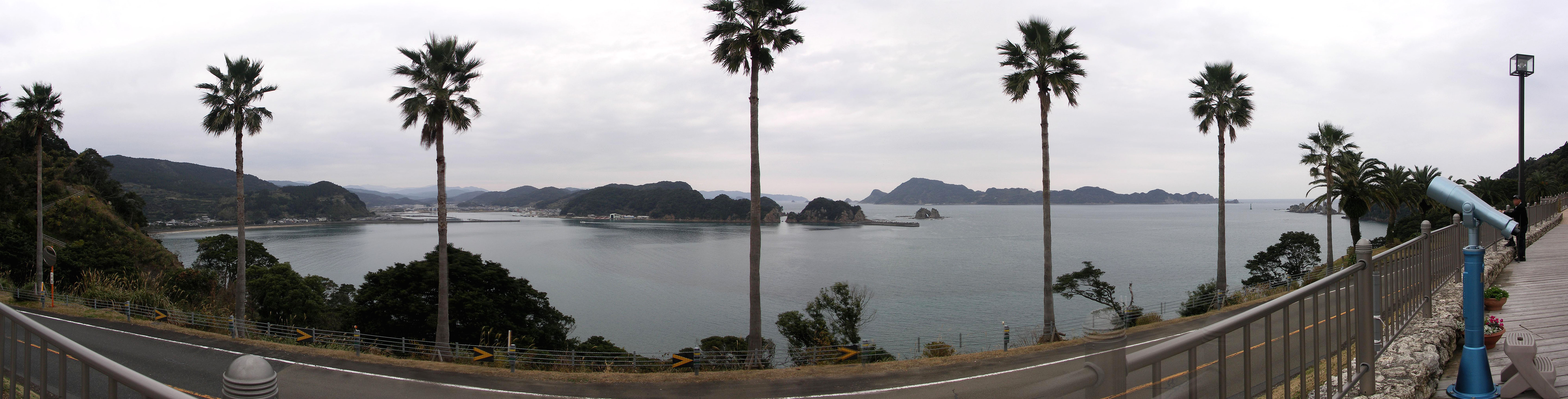
道の駅なんごう付近より外浦港を望む。 （日南市南郷町贄波）